# منطقة نشطة
في الفيزياء الشمسية والرصد الشمسي [الإنجليزية]، المنطقة النشطة (بالإنجليزية: Active region)‏ هي سمة مؤقتة في الغلاف الجوي للشمس تتميز بمجال مغناطيسي قوي ومعقد. غالبًا ما ترتبط بالكَلَف الشمسي وعادةً ما تكون مصدرًا للثورانات العنيفة مثل الانبعاثات الكتلية الإكليلية والاندلاعات الشمسية. يعتمد عدد وموقع المناطق النشطة على القرص الشمسي في أي وقت على الدورة الشمسية.